# Птичь (Могилёвская область)
Птичь (бел. Пціч) — посёлок в составе Катковского сельсовета Глусского района Могилёвской области Белоруссии.

## Население
- 1999 год — 83 человека
- 2009 год — 32 человека